# زیبله اشمیت
زیبله اشمیت (آلمانی: Sybille Schmidt؛ زادهٔ ۳۱ اوت ۱۹۶۷) قایقران روئینگ اهل آلمان بود.
از افتخارات وی میتوان به کسب مدال طلا قایقرانی روئینگ چهار نفره دو پارو در بازی‌های المپیک تابستانی ۱۹۹۲ اشاره کرد.